# Maria Clara do Menino Jesus
Maria Clara do Menino Jesus (Amadora, 15 de junho de 1843 – Lisboa, 1 de dezembro de 1899), de seu nome de baptismo Libânia do Carmo Galvão Mexia de Moura Telles e Albuquerque, foi uma freira portuguesa beatificada em 2011.

## Vida e obra
Nasceu na Amadora em 15 de junho de 1843, tendo sido batizada na Igreja de Nossa Senhora do Amparo, em Benfica, em 2 de setembro do mesmo ano. Era sobrinha de Rodrigo de Moura Teles.
Perdeu a mãe, vítima de cólera morbus, em Maio de 1856. O pai viria a falecer em Dezembro do ano seguinte, de febre amarela.
Acabou por entrar no Internato da Ajuda, destinado a órfãs de famílias nobres, em Outubro de 1857. Pela expulsão das Filhas da Caridade francesas, em Maio de 1862, acabou por deixar o Internato e ser recebida em casa dos Marqueses de Valada, onde habitou durante cinco anos.
Viria a recolher-se, posteriormente, junto das Irmãs Capuchinhas Concepcionistas, no Pensionato de São Patrício, orientado pelo Padre Raimundo dos Anjos Beirão. Neste local percebeu o chamamento do Senhor e recebeu o hábito de Capuchinha, em 1869, tomando o nome de Irmã Maria Clara do Menino Jesus.
Foi enviada para a cidade de Calais, em França, a 10 de fevereiro de 1870, para fazer o Noviciado, na intenção de vir a fundar em Portugal uma nova Congregação. E foi exactamente em França que professou, no dia 14 de abril de 1871, regressando a Portugal em 1 de maio desse ano. Fundou a primeira Comunidade em São Patrício, Lisboa, a 3 de maio de 1871 e, cinco anos depois, a 27 de março de 1876, a Congregação das Irmãs Franciscanas Hospitaleiras da Imaculada Conceição seria aprovada pela Santa Sé.
A partir daí, abriu grande número de casas para recolher pobres e necessitados, em Portugal continental, e enviou Irmãs para Angola, Índia, Guiné e Cabo Verde.
Morreu em Lisboa, a 1 de Dezembro de 1899, depois de uma vida inteiramente dedicada à caridade. Foi sepultada três dias depois no cemitério dos Prazeres, na capital de Portugal, num funeral que foi acompanhado por uma enorme multidão de fiéis que reconheciam a sua santidade.
Repousa hoje na Cripta da Capela da Casa-Mãe, em Linda-a-Pastora, concelho de Oeiras, onde acorrem inúmeros devotos a implorar a sua intercessão.

## Beatificação
A sua beatificação ocorreu em Lisboa, no dia 21 de maio de 2011, no Estádio do Restelo. Esta beatificação deve-se à espanhola Georgina Troncoso Monteagudo. Esta garante que foi curada, em 2003, de um pioderma gangrenoso de que sofria há mais de 30 anos, devido à intercessão da freira portuguesa .